# Нагорный (Гусь-Хрустальный район)
Нагорный — посёлок в Гусь-Хрустальном районе Владимирской области России, входит в состав Краснооктябрьского сельского поселения.

## География
Посёлок расположен на берегу реки Гусь в 17 км на запад от центра поселения посёлка Красный Октябрь и в 33 км на юг от Гусь-Хрустального.

## История
Посёлок основан после Великой Отечественной войны в составе Аксеновского сельсовета Гусь-Хрустального района, с 2005 года — в составе Краснооктябрьского сельского поселения.  

## Население
| 2002 | 2010 | 2021 |
| ---- | ---- | ---- |
| 3    | ↘1   | ↘0   |